# Terence Donovan (fotógrafo)

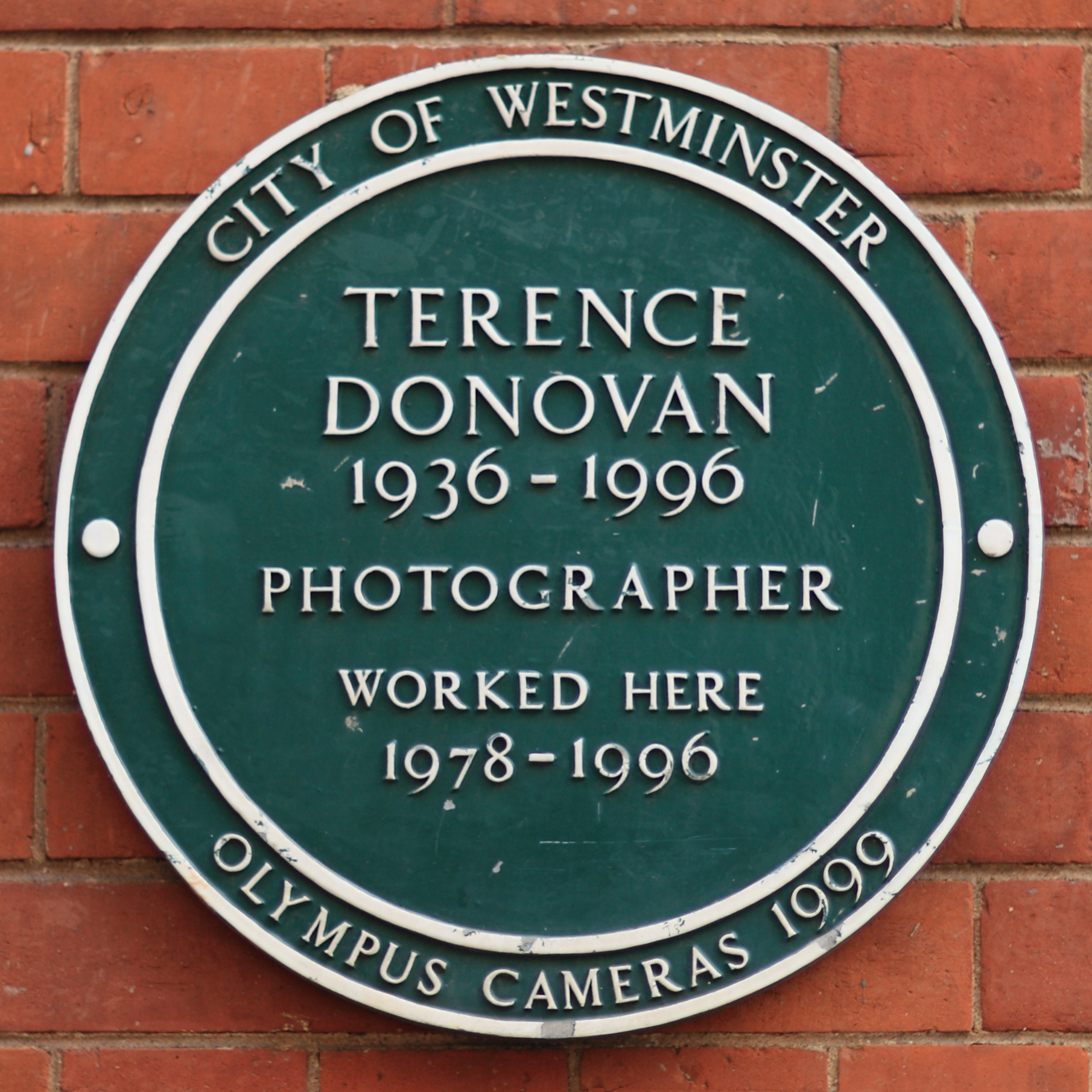
Placa conmemorativa en el exterior de los antiguos estudios de Terence Donovan.

Terence Daniel Donovan (14 de septiembre de 1936 - 22 de noviembre de 1996) fue un fotógrafo y director de cine inglés, conocido por su fotografía de moda de los años 1960. Un libro aclamado por la crítica sobre su trabajo de moda, Terence Donovan Fashion, fue publicado por la editorial londinense Art / Books en 2012. También dirigió numerosos anuncios de televisión y supervisó los videoclips de Robert Palmer "Addicted to Love" y "Simply Irresistible".

## Vida y carrera
Donovan nació en Stepney en el East End de Londres de Lilian Constance V. (de soltera, Wright) y Daniel Donovan, y tomó su primera foto a la edad de 15.[cita requerida] Entre los 11 y 15 años estudió en la London County Council Fotograbado y Litografía. El paisaje industrial dañado por los bombardeos de la guerra de su ciudad natal se convertiría en el telón de fondo de muchas de sus fotografías de moda, e inició la tendencia de colocar modelos de moda en entornos urbanos duros y desolados. Pisos contemporáneos y gasolineras eran sus escenarios preferidos, y a menudo colocaba a las modelos en poses aventureras. Encajó a una modelo en la esquina de un edificio, y fotografió a otra posando colgada de un paracaídas.
Junto con David Bailey y Brian Duffy (apodados por Norman Parkinson la 'Black Trinity'), capturaron, y en muchas maneras ayudaron a crear, el Swinging London de los años 1960: una cultura de alta moda y celebridades chic. El trío de fotógrafos socializaba con actores, músicos y miembros de la realeza, y los tres igualmente se vieron elevados a celebridades. Juntos, fueron los primeros fotógrafos de celebridades reales. Se unió a la Royal Photographic Society en 1963, obteniendo su título de Asociado ese mismo año y el de Camarada en 1968.
A principios de los 1970 Donovan se extendió a la producción de películas y fue durante este periodo que se trasladó a su estudio en 30 Bourdon Street, Mayfair, ahora marcado con una placa conmemorativa.
Donovan trabajó para varias revistas de moda, incluyendo Harper's Bazaar y Vogue, además de dirigir unos 3.000 anuncios de televisión, y la raramente vista película policial de 1973, Yellow Dog protagoniza por Jiro Tamiya. También realizó documentales y videoclips, y pintó.
Donovan era cinturón negro de judo y coescribió un popular libro sobre judo, Fighting Judo (1985), con el ex medallista olímpico Oro en Judo Katsuhiko Kashiwazaki.
Donovan se suicidó, después de padecer depresión. Su última entrevista apareció en una revista de fotografía británica unas cuantas semanas después de su muerte.
Donovan se casó dos veces. Su primer matrimonio con Janet Cohen fue efímero, pero con su segunda mujer, Diana Osa, estuvo hasta su muerte y fueron padres del músico Dan Donovan (teclista), la actriz Daisy Donovan y Terry Donovan, cofundador de Rockstar Games.